# Sonny Gray
Sonny Douglas Gray (ur. 7 listopada 1989) – amerykański baseballista występujący na pozycji miotacza w Cincinnati Reds.

## Przebieg kariery
W czerwcu 2008 został wybrany w 27. rundzie draftu przez Chicago Cubs, jednak nie podpisał kontraktu, gdyż zdecydował się podjąć studia na Vanderbilt University, gdzie w latach 2009–2011 grał w drużynie uniwersyteckiej Vanderbilt Commodores. W czerwcu 2011 został wybrany w pierwszej rundzie draftu z numerem osiemnastym przez Oakland Athletics. W tym samym miesiącu wystąpił w College World Series, w których Commodores przegrali w półfinale z Florida Gators. W Major League Baseball zadebiutował 10 lipca 2013 w meczu międzyligowym z Pittsburgh Pirates jako reliever. Po raz pierwszy jako starter zagrał 10 sierpnia 2013 w spotkaniu z Toronto Blue Jays zaliczając porażkę. Pierwsze zwycięstwo zanotował pięć dni później w meczu z Houston Astros na O.co Coliseum w swoim drugim starcie.
28 kwietnia 2014 w meczu przeciwko Texas Rangers zaliczył pierwszy w MLB complete game shutout. W kwietniu zanotował bilans W–L 4–1 przy ERA 1,76, zaliczył 37 strikeoutów i został wybrany po raz pierwszy w karierze najlepszym miotaczem miesiąca w American League. W lipcu 2015 został po raz pierwszy w karierze powołany do AL All-Star Team. 31 lipca 2017 w ramach wymiany zawodników przeszedł do New York Yankees.
21 stycznia 2019 został zawodnikiem Cincinnati Reds.

## Nagrody i wyróżnienia
| Nagroda/wyróżnienie | Lata       | Źródło      |
| 2× All-Star         | 2015, 2019 | [ 1 ] [ 8 ] |